# ナイジェル・ルイス
ナイジェル・ルイス (Nigel Lewis, 1948年 - ）は、英国の作家、ジャーナリスト。

## 人物
1948年英領ホンジュラス (現在のベリーズ) に生まれる。10歳で英国本土に渡る。ケンブリッジ大学卒業。1970年以降、英国放送協会 (BBC) の国際放送や、カナダ放送協会でフリーのライター、ジャーナリストとして仕事をする。1972年から1980年までBBCラジオの国際ニュース番組「世界の芸術」で、台本の執筆と制作を担当。1981年、第二次大戦中ドイツが疎開させたプロシア国立図書館の蔵書の行方を追った『Paperchase』を、ロンドンのハミルトン書店から出版。疎開した蔵書にはモーツァルトやベートーヴェン等の自筆楽譜が数多く含まれていた。この書籍は1986年に中野圭二の翻訳で白水社から『ペイパーチェイス』の訳題で出版されている。

## 著書
- Paperchase : Mozart, Beethoven, Bach-- : the search for their lost music. London : Hamish Hamilton, 1981.

- Exercise Tiger : the dramatic true story of a hidden tragedy of World War II. New York : Prentice Hall Press, c1990.[4]

- The book of Babel : words and the way we see things. Iowa City : University of Iowa Press, c1994.[5]